# Il libro della giungla
Il libro della giungla (The Jungle Book) è una raccolta di storie, opera dello scrittore inglese Rudyard Kipling pubblicata nel 1894. La maggior parte dei personaggi sono animali come la tigre Shere Khan e l'orso Baloo, anche se un personaggio principale è il ragazzo o "cucciolo d'uomo" Mowgli, abbandonato nella giungla che viene allevato da un branco di lupi. Le storie sono ambientate in una giungla in India; un posto menzionato ripetutamente è "Seonee" (Seoni), nello stato centrale del Madhya Pradesh.
Uno dei temi principali del libro è l'abbandono seguito dalla promozione, come nella vita di Mowgli, che riecheggia l'infanzia di Kipling. Il tema si riflette nel trionfo di protagonisti tra cui Rikki-Tikki-Tavi e La foca bianca sui loro nemici, oltre a quelli di Mowgli. Un altro tema importante è quello della legge e della libertà; le storie non riguardano il comportamento animale, tanto meno la lotta darwiniana per la sopravvivenza, ma gli archetipi umani in forma animale. Insegnano rispetto per l'autorità, l'obbedienza e la conoscenza del proprio posto nella società con "la legge della giungla", ma le storie illustrano anche la libertà di muoversi tra mondi diversi, come quando Mowgli si muove tra la giungla e il villaggio degli uomini. I critici hanno anche notato la natura selvaggia essenziale e le avventure senza legge nelle storie, che riflettono il lato irresponsabile della natura umana.
Il libro della giungla è rimasto popolare, in parte grazie ai suoi numerosi adattamenti per film e altri media. Critici come Swati Singh hanno notato che persino i critici diffidenti nei confronti di Kipling per il suo presunto imperialismo hanno ammirato il potere della sua narrazione. Il libro è stato influente nel movimento scout, il cui fondatore, Robert Baden-Powell, era amico di Kipling. Percy Grainger ha composto il suo Jungle Book Cycle intorno alle citazioni del libro.

## Contesto
Le storie furono pubblicate per la prima volta su riviste tra il 1893 e il 1894. Le pubblicazioni originali contengono illustrazioni, alcune del padre dell'autore, John Lockwood Kipling. Rudyard Kipling è nato in India e ha trascorso i primi sei anni della sua infanzia lì. Dopo circa dieci anni in Inghilterra, tornò in India e vi lavorò per circa sei anni e mezzo. Queste storie furono scritte quando Kipling visse a Naulakha, la casa che costruì a Dummerston, nel Vermont, negli Stati Uniti. Ci sono prove che Kipling abbia scritto la raccolta di storie per sua figlia Josephine, morta di polmonite nel 1899, all'età di 6 anni; una prima edizione del libro con una nota scritta a mano dall'autore alla sua giovane figlia è stata scoperta nel Wimpole Hall del National Trust nel Cambridgeshire, in Inghilterra, nel 2010.

## Libro

### Descrizione
I racconti del libro (così come quelli de Il secondo libro della giungla, che seguì nel 1895 e include altre cinque storie su Mowgli) sono favole, usando gli animali in modo antropomorfo per insegnare lezioni morali. I versetti de "La legge della giungla", ad esempio, stabiliscono regole per la sicurezza di individui, famiglie e comunità. Kipling inserì quasi tutto ciò che sapeva o "ascoltò o sognò sulla giungla indiana". Altri lettori hanno interpretato il lavoro come allegorie della politica e della società del tempo.

### Origini
In una lettera scritta e firmata da Kipling nel 1895, Kipling confessa di prendere in prestito idee e storie ne Il libro della giungla: "Temo che tutto quel codice nei suoi contorni sia stato fabbricato per soddisfare 'le necessità del caso': così una parte di esso è stato integralmente ricavato dalle regole degli esquimesi del sud per la divisione del bottino", ha scritto Kipling nella lettera. "In effetti, è molto probabile che io mi sia aiutato in modo promiscuo, ma al momento non riesco a ricordare da quali storie ho rubato."

### Ambientazione

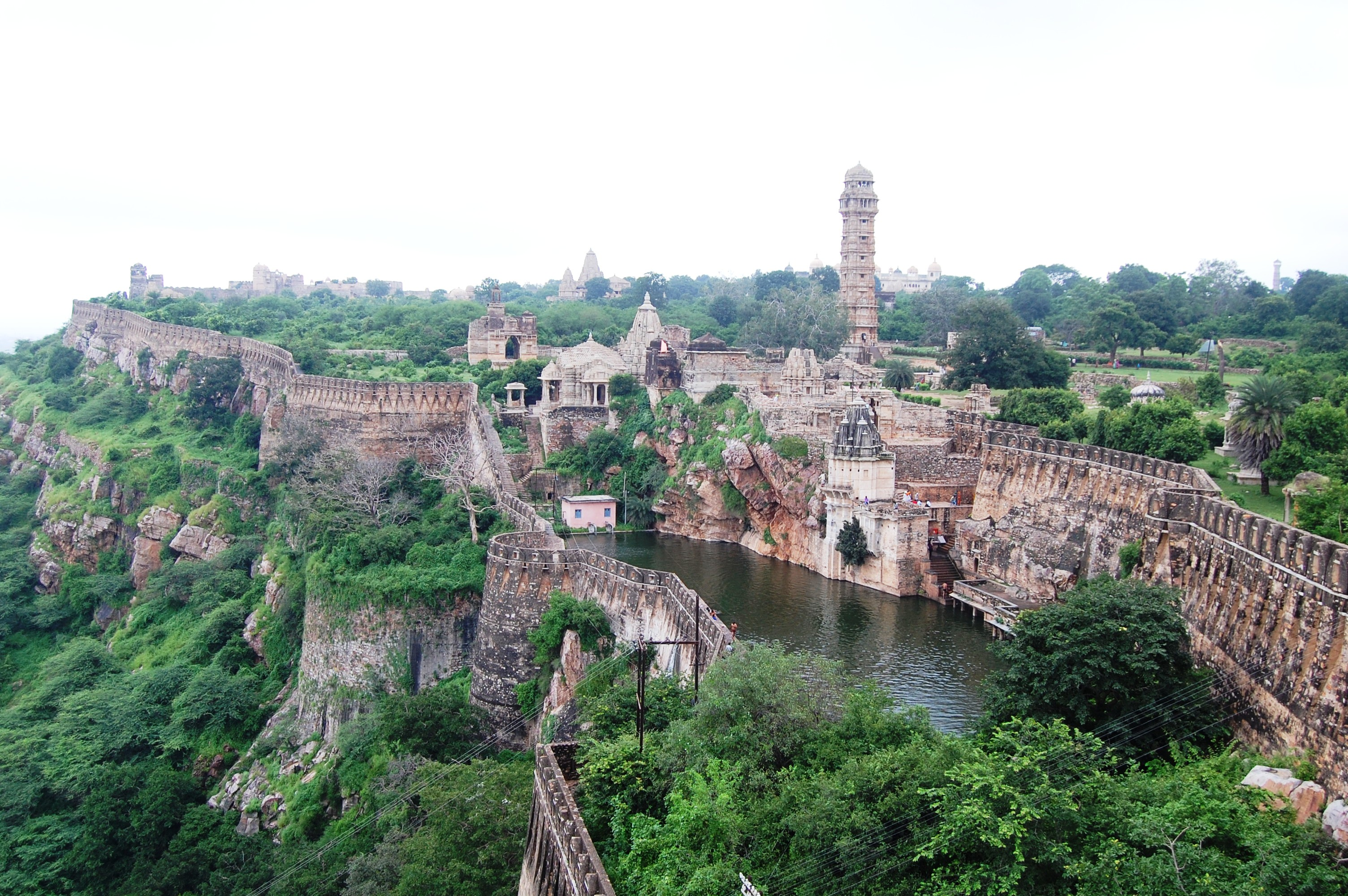
Il Forte Chittor, probabile ispirazione per le Tane Fredde, dimora del Bandar-log

Kipling visse in India da bambino e la maggior parte delle storie sono evidentemente collocate lì, anche se non è del tutto chiaro dove. La Kipling Society nota che "Seonee" (Seoni, nello stato indiano centrale del Madhya Pradesh) è menzionata più volte; che le "tane fredde" devono essere nelle colline di Chittorgarh e che la prima storia di Mowgli, "Nel Rukh", è ambientata in una riserva forestale da qualche parte nel nord dell'India, a sud di Simla. "I fratelli di Mowgli" era ambientato nei monti Aravalli del Rajasthan (India nord-occidentale) in un vecchio abbozzo, ma fu poi cambiato in "Seonee". Tracce dell'ambientazione originale si vedono nei dialoghi di Bagheera, che rivela di essere venuto al Seeonee dal "Oodeypore" (Udaipur), un viaggio di lunghezza ragionevole per gli Aravalli ma molto lontano da Seoni. Seoni ha un clima tropicale, con una stagione secca e piovosa. Questo è più secco di un clima monsonico e non supporta la foresta pluviale tropicale. I parchi forestali e le riserve che si dichiarano associati alle storie includono la riserva delle tigri di Kanha, il Madhya Pradesh e il parco nazionale di Pench, vicino a Seoni. Tuttavia, Kipling non ha mai visitato l'area.

### Capitoli
Il libro è organizzato con una storia in ogni capitolo. Ogni storia è seguita da una poesia che funge da epigramma.
| Titolo                   | Trama | Poesia epigrammatica                         | Note |
| ------------------------ | --- | -------------------------------------------- | --- |
| I fratelli di Mowgli     | Un ragazzino viene allevato dal popolo libero nella giungla Seonee con l'aiuto di Baloo l'orso e Bagheera la pantera nera che gli insegnano la dura "legge della giungla". Alcuni anni dopo, il branco di lupi e Mowgli sono minacciati dalla tigre Shere Khan. Mowgli porta il fuoco, cacciando Shere Khan ma dimostrando che è un uomo e deve lasciare la giungla.                                                                                                  | Canto di caccia del branco di Seonee         | La storia è introdotta da una piccola poesia: Canto della notte nella giungla.                                                                                                 |
| La caccia di Kaa         | Durante il periodo in cui Mowgli era con il popolo libero, viene rapito dal popolo delle scimmie, il Bandar-log, che lo porta alle "tane fredde", un'antica città in rovina. Baloo e Bagheera partiranno per salvarlo con Kaa il pitone. Kaa sconfigge il Bandar-log, libera Mowgli e ipnotizza le scimmie e gli altri animali con la sua danza. Mowgli salva Baloo e Bagheera dall'incantesimo.                                                                      | Canto di marcia del Bandar-log               | La storia è introdotta da una piccola lezione: Le massime di Baloo. |
| La tigre! La tigre!      | Mowgli ritorna nel villaggio degli uomini e viene adottato da Messua e suo marito, che credono che sia il loro figlio perduto da tempo. Mowgli guida i ragazzi del villaggio che gestiscono i bufali del villaggio. Va a cercare Shere Khan, ma viene avvertito dal lupo Fratel Bigio e con Akela trovano Shere Khan addormentato e fanno fuggire i bufali per calpestare Shere Khan fino alla morte.                                                                 | La canzone di Mowgli                         | Il titolo della storia è tratto dal poema di William Blake del 1794 "The Tyger".                                                                                               |
| La foca bianca           | Kotick, una rara foca di pelliccia bianca, vede le foche uccise dagli isolani nel mare di Bering. Decide di trovare una casa sicura per il suo branco e dopo diversi anni di ricerche quando raggiunge la maggiore età, trova finalmente un posto adatto. Ritorna a casa e convince le altre foche a seguirlo. | Lukannon                                     | Molti nomi nella storia sono russi, come le isole Pribilof che erano state acquistate (con l'Alaska) dagli Stati Uniti nel 1867, e Kipling aveva accesso ai libri sulle isole. |
| Rikki-Tikki-Tavi         | Una famiglia inglese si è appena trasferita in una casa in India. Trovano Rikki-Tikki-Tavi la mangusta allagata dalla sua tana. Una coppia di grossi cobra, Nag e Nagaina, tentano invano di ucciderlo. Sente i cobra che complottano per uccidere il padre in casa e attacca Nag nel bagno. I rumori della lotta attirano il padre, che spara a Nag. Rikki-Tikki-Tavi distrugge le uova di Nagaina e la insegue nel suo "buco del topo" dove uccide anche lei.       | La canzone di Darzee                         | La storia è introdotta da una piccola poesia. |
| Toomai degli elefanti    | Il padre di Toomai cavalca Kala Nag l'elefante per catturare elefanti selvaggi sulle colline. Toomai viene in aiuto e rischia la vita gettando un ruolo in uno dei piloti. Suo padre gli proibisce di entrare di nuovo nel recinto degli elefanti. Una notte segue i cacciatori di elefanti e viene raccolto da Kala Nag; cavalca nel luogo di incontro degli elefanti nella giungla, dove ballano. Al suo ritorno è accolto da entrambi i cacciatori e gli elefanti. | Shiva e la cavalletta                        | Da questa storia è tratto il film La danza degli elefanti del 1937. |
| Al servizio della regina | La notte prima di una parata militare britannica per l'Amir dell'Afghanistan, gli animali da lavoro dell'esercito - mulo, cammello, cavallo, bue, elefante - discutono su cosa fanno in battaglia e su come si sentono riguardo al loro lavoro. Agli afghani viene spiegato che uomini e animali obbediscono agli ordini riportati dalla regina. | La canzone di parata degli animali nel campo | Il poema epigrammatico è composto da varie canzoni e poesie famose dell'epoca.                                                                                                 |

### Personaggi
Molti dei personaggi sono denominati semplicemente per i nomi hindi della loro specie: ad esempio, Baloo è una traslitterazione di hindi भालू Bhālū, "orso". I personaggi de "La foca bianca" sono traslitterazioni dal russo delle isole Pribilof.
- Akela: un lupo grigio indiano, capobranco del popolo libero.
- Babbo Lupo: il padre lupo che ha allevato Mowgli come suo cucciolo.
- Bagheera: un leopardo indiano nero.
- Baloo: un orso labiato.
- Bandar-log: una tribù di scimmie grigie (il nome Bandar-log indica l'intero popolo delle scimmie).
- Buldeo: un cacciatore.
- Chikai: un topo saltatore del Deccan.
- Chil: un nibbio bramino, nelle precedenti edizioni chiamato Rann (रण Raṇ, "battaglia").
- Chuchundra: un topo muschiato.
- Darzee: un uccello sarto.
- Fratel Bigio: uno dei cuccioli di Mamma e Babbo Lupo.
- Hathi: un elefante indiano.
- Ikki: un istrice dalla coda bianca.
- Kaa: un pitone delle rocce indiano.
- Karait: un bungaro comune.
- Ko: un corvo.
- Kotick: una foca bianca.
- Mang: un pipistrello.
- Matkah: una femmina di foca, madre di Kotick e compagna di Sea Catch.
- Mor: un pavone indiano.
- Mowgli: il personaggio principale, il giovane ragazzo della giungla.
- Nag: un maschio di cobra dagli occhiali.
- Nagaina: una femmina di cobra, compagna di Nag.
- Raksha: la Mamma Lupa che ha allevato Mowgli come un suo cucciolo.
- Rikki-Tikki-Tavi: una mangusta grigia indiana.
- Sea Catch: un maschio di foca, padre di Kotick e compagno di Matkah.
- Sea Vitch: un tricheco.
- Shere Khan: una tigre reale del Bengala.
- Tabaqui: uno sciacallo dorato.
- Vacca marina: una ritina di Steller.

### Illustrazioni
Le prime edizioni furono illustrate con disegni nel testo di John Lockwood Kipling (padre di Rudyard) e gli artisti americani W. H. Drake e Paul Frenzeny.

### Edizioni e traduzioni
Il libro è apparso in oltre 500 edizioni di stampa e oltre 100 audiolibri. È stato tradotto in almeno 36 lingue.

## Opere derivate
Il libro della giungla è stato adattato molte volte in un'ampia varietà di media. Alcune di queste opere derivate riprendono anche il Secondo Libro della Giungla.

### Letteratura
- Pamela Jekel, The Third Jungle Book, 1992
- Maxim Antinori, Hunting Mowgli, 2001
- Neil Gaiman, Il figlio del cimitero[4] (The Graveyard Book, 2008)
- Davide Morosinotto, La Legge della Giungla. La vera storia di Bagheera, 2016

### Musica
- Les chants de la jungle (1905), melodia di Jean d'Udine
- Les tièrces alternées (1913), preludio per pianoforte di Claude Debussy
- Le Livre de la jungle (anni trenta e quaranta), ciclo orchestrale di Charles Koechlin
- Trois chants de la jungle (1934), melodia di Maurice Delage
- Kipling Jungle Book Cycle (1958), ciclo di Percy Grainger
- Riki Tiki Tavi (1970), canzone di Donovan
- Impressions from the Jungle Book, composizioni di Cyril Scott
- Mowgli's Road (2009), canzone di Marina and the Diamonds
- Mowgli, di Tedua (2018)

### Teatro
- The Jungle Play (Rudyard Kipling, 1899, pubblicato nel 2000)
- (titolo sconosciuto) (László Dés, Péter Geszti e Pál Békés, 1996)
- The Jungle Book[5] (Stuart Paterson, 2004)
- The Jungle Book[6] (April-Dawn Gladu e Daniel Levy, 2006)
- (titolo sconosciuto) (Boom Kat Dance Company, 2008)
- (titolo sconosciuto) (Leonard Joseph Dunham, 2008)

### Film

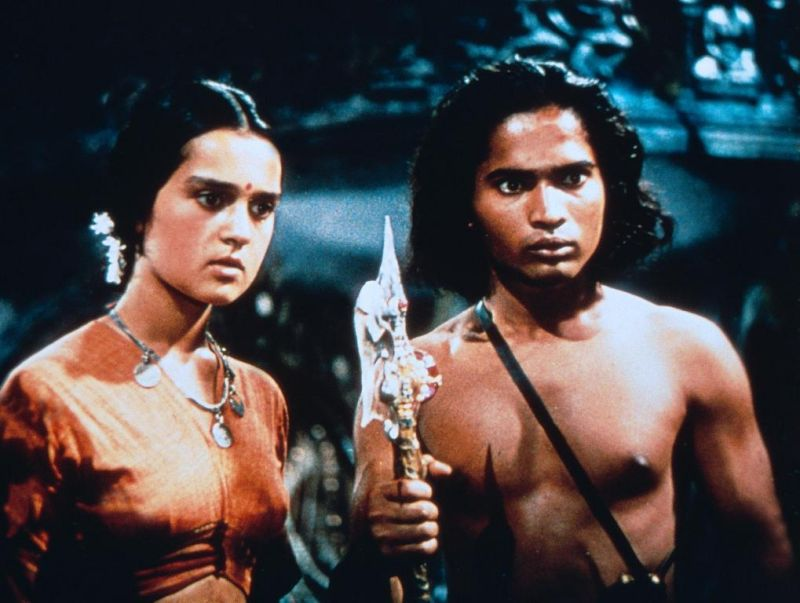
Il libro della giungla (The Jungle Book, 1942)

- La danza degli elefanti (Elephant Boy) (1937, regia di Robert J. Flaherty e Zoltán Korda)
- Il libro della giungla (Jungle Book) (1942, regia di Zoltán Korda)
- Il libro della giungla (The Jungle Book) (1967, regia di Wolfgang Reitherman)
- Maugli (Маугли) (1973, regia di Roman Davidov)
- Rikki-Tikki-Tavi (1975, regia di Chuck Jones)
- The White Seal (1975, regia di Chuck Jones)
- Mowgli's Brothers (1976, regia di Chuck Jones)
- Mowgli - Il libro della giungla (The Jungle Book) (1994, regia di Stephen Sommers)
- The Second Jungle Book: Mowgli & Baloo (1997, regia di Duncan McLachlan)
- Mowgli e il libro della giungla (The Jungle Book: Mowgli's Story) 1998, regia di Nick Marck)
- Il libro della giungla 2 (The Jungle Book 2) (2003, regia di Steve Trenbirth)
- Il libro della giungla (2016, regia di Jon Favreau)
- Mowgli - Il figlio della giungla, (2018, regia di Andy Serkis)

### Serie televisive e animate
- Rikki-Tikki-Tavi (1965, regia di Aleksandra Snezhko-Blotskaya)
- Elephant Boy (1973)
- Il libro della giungla (Jungle Book shōnen Mowgli, 1989)
- TaleSpin (1990)
- Jungleboek (1992)
- Cuccioli della giungla (Jungle Cubs, 1996)
- Mowgli, il libro della giungla (Mowgli: The New Adventures of the Jungle Book) (1998)
- Jungle Book: Rikki-Tikki-Tavi to the Rescue (2006, regia di Rick Ungar)
- Il libro della giungla (2010)

### Fumetti
- Classics Illustrated n. 83 (1951) (ed. Elliot Publishing)
- Dell Comics numeri 487, 582, 620 (1953-1955), di (ed. Dell Publishing)
- Marvel Fanfare, di Mary Jo Duffy (testi) e Gil Kane (disegni) (ed. Marvel Comics)
- Superman: The Feral Man of Steel su Superman Annual n. 6 (1994), di Darren Vincenzo (testi), Frank Fosco (disegni) e Stan Woch (chine) (ed. DC Comics)
- Petit d'homme (1996-2003), di Crisse (testi) e Marc N'Guessan e Guy Michel (disegni)
- Jungle Book Stories (1997), di P. Craig Russell
- Fables (2003-presente), di Bill Willingham (ed. DC Comics-Vertigo)
- Jungle Book (2009), di Jean-Blaise Mitildji (testi) e Tieko (disegni) (ed. IDW Publishing)

### Videogiochi
- Il libro della giungla (The Jungle Book, 1994)
- Jungle Book, 1996
- The Jungle Book: Mowgli's Wild Adventure, 2000
- Il libro della giungla - Il ballo della giungla (The Jungle Book: Rhythm & Groove, 2001)
- Il libro della giungla 2 (The Jungle Book 2, 2003)

## Utilizzo deIl libro della giunglanello scautismo
I racconti del libro della giungla che narrano le avventure di Mowgli (detti per l'appunto storie di Mowgli) sono utilizzati come ambientazione dai lupetti, la fascia d'età più giovane del movimento scout. Quest'uso venne approvato da Rudyard Kipling dopo una richiesta diretta da parte di Robert Baden-Powell, il fondatore dello scautismo.
Attraverso i vari personaggi della storia (positivi e no) vengono incarnati qualità o difetti soggettivi. Questo particolare metodo viene definito la "morale per tipi". Per esempio Tabaqui rappresenta il disordine, la trasandatezza e la viltà, Baloo rappresenta la saggezza e la spiritualità individuale, Bagheera rappresenta l'agilità e la forza fisica, Shere Khan la prepotenza, Kaa la bontà d'animo e la cortesia. I pregi dei personaggi positivi sono inoltre riassunti in alcune frasi chiamate parole maestre, queste frasi sono anch'esse tratte dal libro della giungla ed insegnate ai lupetti. Queste frasi sono:
- Akela: «buona caccia a tutti coloro che rispettano la legge della giungla»
- Baloo: «la giungla è grande, il cucciolo è piccolo, che faccia silenzio e mediti»
- Bagheera: «zampe che non fanno rumore, occhi che vedono nell'oscurità, orecchie che odono il vento nelle tane e zanne taglienti per cacciare.»
- Kaa: «un cuore coraggioso e una lingua cortese ti porteranno lontano nella giungla»
- Chil: «siamo dello stesso sangue, fratellino, tu ed io»
- Fratel Bigio: «la mia tana è la tua tana, la mia traccia è la tua traccia, la mia preda è la tua preda, se avrai fame, fratellino»
- Raksha: «la forza del lupo è nel branco, la forza del branco è nel lupo»
- Hathi: «la legge della giungla è vecchia e vera come il cielo e chi la rispetta vivrà lieto e prospero»

L'uso che viene fatto del libro della giungla varia a seconda delle associazioni. Molte si limitano ai soli racconti che coinvolgono Mowgli e talvolta nemmeno tutti. A volte si fa uso anche di altri racconti come Rikki-Tikki-Tavi o La foca bianca.

## Edizioni italiane
- Il libro della giungla; i racconti della giungla; the jungle book; the second jungle book, prima traduzione integrale originale italiana di Angelica Pasolini Rasponi; versi tradotti da Eugenio Cecconi; illustrazioni in nero e a colori di Luigi Tigliatto, Torino, A. Viglongo e C., 1903.
- Il figlio dell'uomo, traduzione di Angelica Pasolini Rasponi, Prefazione di Guido Biagi, Torino, Sten, 1922.
- Il secondo libro della giungla, traduzione di Alessandro Chiavolini, Milano, Sonzogno, 1925.
- Il libro della Jungla, traduzione di Umberto Pittola, Milano, Corticelli, 1928. - Milano, Mursia.
- Il secondo libro della giungla, a cura di Umberto Ammirata, Milano, Delta, 1928.
- Libro della giungla. Primo e secondo, traduzione di Gian Dàuli, Sesto S. Giovanni, Barion, 1932. - Introduzione di Giorgio Celli, Roma, Newton Compton, 1992-2018.
- Il primo libro della giungla, traduzione di Mario Benzi, Milano, Bietti, 1934.
- Il primo libro della giungla. Storie di Moogli, traduzione di Angelica Conestabile, Firenze, Bomporad, 1937.
- Il 2° libro della Jungla, traduzione di Umberto Pittola, Milano, Corticelli, 1942. - Milano, Mursia.
- Il libro della giungla, traduzione di Giuliana Pozzo, BUR, Milano, Rizzoli, 1950.
- Il secondo libro della giungla, BUR, Milano, Rizzoli, 1951.
- Il libro della giungla, traduzione di D. Piccioni, Milano, Fabbri, 1955.
- I libri della giungla, traduzione di Gianni Padoan, Milano, Mondadori, 1987.
- Il libro della giungla, traduzione di Giorgio Van Straten, Firenze, Giunti, 1995.
- Il secondo libro della giungla, traduzione di Roberto Pasini, Novara, De Agostini, 1997.
- I libri della giungla e a altri racconti di animali, traduzione e cura di Ottavio Fatica, Collana I Millenni, Torino, Einaudi, 1998.
- I libri della Giungla, Introduzione di Carlo Pagetti, Biblioteca dell'Ottocento, Roma, La Repubblica, 2004.
- Il libro della giungla, traduzione di Giuseppe Maugeri, Collana i grandi libri, Milano, Garzanti, 2020  [ed. digitale, 2016], ISBN 978-88-116-0960-5.